# Basil Khalil
Basil Khalil (Nazaré, Israel, 31 de agosto de 1981) é um cineasta israelense. Como reconhecimento, foi nomeado ao Oscar 2016 na categoria de Melhor Curta-metragem por Ave Maria.